# Florencia (kommun i Colombia, Cauca, lat 1,71, long -77,09)
Florencia är en kommun i Colombia.   Den ligger i departementet Cauca, i den sydvästra delen av landet, 500 km sydväst om huvudstaden Bogotá. Antalet invånare är 6 028.